# Збройні сили Люксембургу
Збройні сили Люксембургу — це військова організація Великого герцогства Люксембург, призначена для захисту свободи, незалежності та територіальної цілісності держави. У Люксембурзі відсутні військово-морські сили у зв'язку з тим, що країна не має виходу до моря. Також, не зважаючи на те, що на озброєнні є літаки, в країні відсутні Повітряні сили. Люксембурзька армія була включена до складу Громадських сил, до складу яких також входила жандармерія та поліція. Жандармерія була приєднана до поліції Великого Герцогства у 2000 році. З 1967 року армія повністю комплектується добровольцями. Приблизна чисельність: 450 військовослужбовців, 340 призовників, що проходять навчання, і 100 цивільних осіб, загальний бюджет складає $ 369 млн, або 0,9 % ВВП.
Люксембург — єдина з малих країн Західної Європи яка має власні невеликі, але реальні Збройні сили. Це найменші збройні сили в НАТО.

## Історична довідка
За умовами Лондонського договору у 1867 році Люксембург володів прикордонною охороною чисельністю 4500 чоловік.
До Другої світової війни герцогство не мало власних збройних сил. Відразу після закінчення війни, парламент прийняв закон про загальний військовий обов'язок.
У 1948 році з конституції була вилучена стаття про нейтралітет, у 1949 році Люксембург вступив в НАТО. У 1967 році обов'язкова військова служба була замінена набором добровольців.

## Умови служби
З 1967 року армія Люксембургу комплектується на добровільній основі громадянами обох статей віком від 17 до 25 років.
Соціальні умови проходження служби досить привабливі. Комплектування армії не створює проблем, охочих значно більше, ніж вакансій. Це дозволяє вести ретельний відбір. За кожен місяць солдату, при вельми гарному матеріально-технічному забезпеченні, виплачується на банківський рахунок не менше 800 євро (9600 євро в рік). Крім того, після 18-місячної служби він отримує п'ять тисяч євро на цивільне облаштування. Відслуживши, громадянин може претендувати на ряд посад в поліції, службі охорони і безпеки лісництва, на митниці і пошті.

## Військові званнята знаки відмінності

### Вищий офіцерський склад
- Генерал (всього двоє, Великий князь, носить шаблю і корону, і Головнокомандувач, носить шаблю і зірку)

### Офіцерський склад
- Полковник (корона і три зірки)
- Підполковник (корона і дві зірки)
- Майор (корона і зірка)
- Капітан (три зірки)
- Старший лейтенант (дві зірки)
- Лейтенант (одна зірка)

### Прапорщинський склад
- Прапорщик (червоно-жовто-червона смуга)

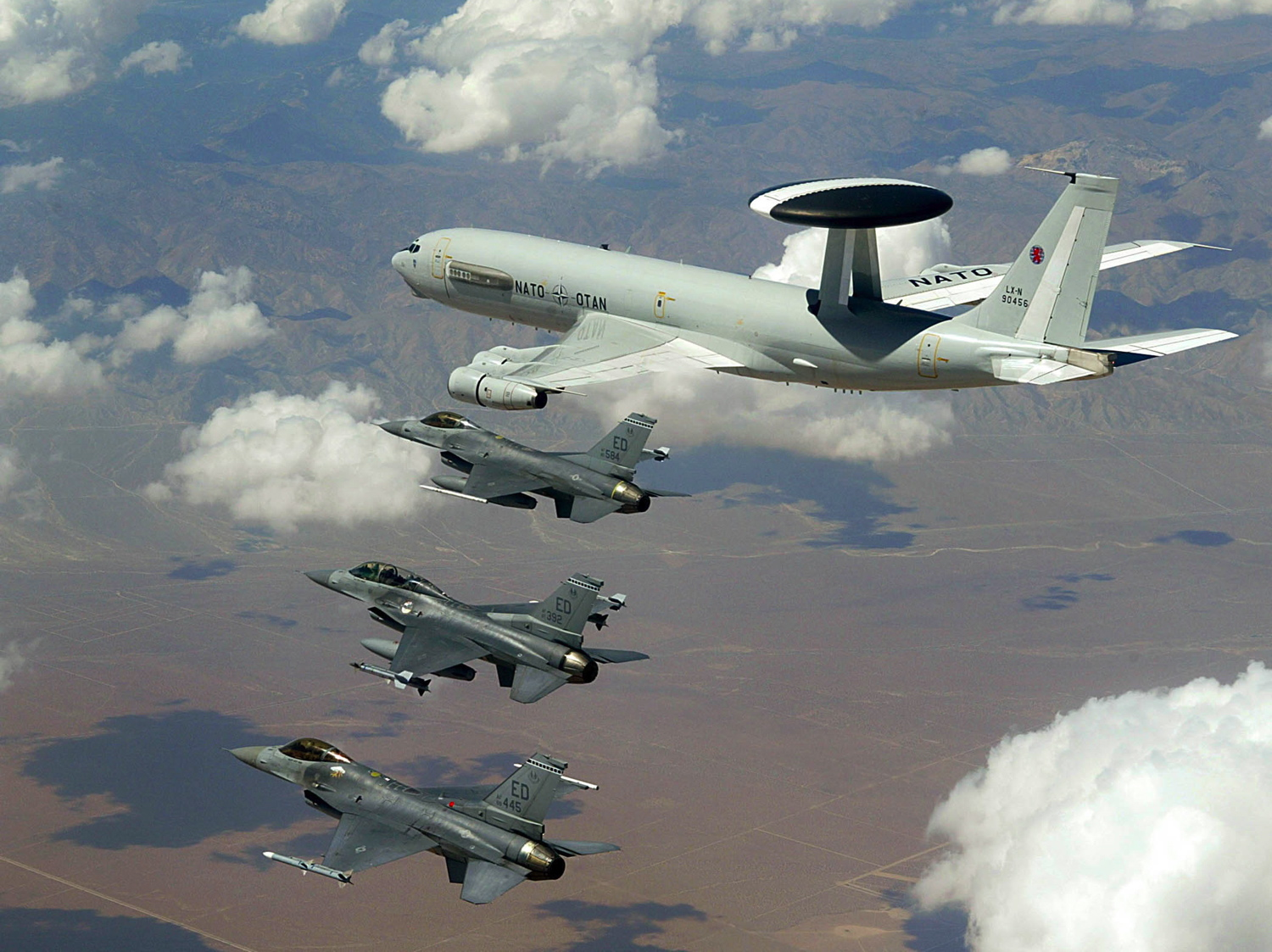
Літак E-3 з емблемою військово-повітряного компоненту НАТО на хвості

### Унтерофіцерський склад
- Ад'ютант-майор (три жовті шеврони, дві жовті смуги з жовтим колом в центрі)
- Старший ад'ютант (три жовті шеврони і дві жовті смуги)
- Ад'ютант (три жовті шеврони і один жовта смуга)
- Головний сержант (три жовті шеврони)
- Старший сержант (дві жовті шеврони)
- Сержант (один жовтий шеврон)

### Рядовий склад
- Перший головний капрал (один жовтий шеврон, три червоні шеврони і одна червона смуга)
- Головний капрал (один жовтий і три червоні шеврони)
- Перший капрал (один жовтий і два червоних шеврони)
- Капрал (жовтий і червоний шеврон)

- Перший головний солдат (три червоних шеврони)
- Головний солдат (два червоних шеврони)
- Перший солдат (один червоний шеврон)
- Солдат (без знаків розрізнення)

## Спорядження

### Зброя
- Glock 17
- AUG A1
- FN MAG
- Browning M2
- M27 LAW
- BGM-71 TOW

### Техніка
- HMMWV
- Jeep Wrangler
- MB 300D
- MAN
- Dingo 2 PRV
- Scania G480